# Briareidae
Famille
Les Briareide sont une famille de cnidaires anthozoaires de l'ordre des Alcyonacea (gorgones).

## Liste des genres
Selon World Register of Marine Species (27 novembre 2014) :
- genre Briareum Blainville, 1834
- genre Lignopsis Perez & Zamponi, 2000
- genre Pseudosuberia Kükenthal, 1919